# 리카르도 페드리엘
리카드로 페드리엘 수아레스(스페인어: Ricardo Pedriel Suárez, 1987년 1월 19일 ~)는 볼리비아의 축구 선수이다.